# Dyaberi, Bijapur
Dyaberi là một làng thuộc tehsil Bijapur, huyện Bijapur, bang Karnataka, Ấn Độ.